# Eutrichopidia latinus
Eutrichopidia latinus är en fjärilsart som beskrevs av Donov. 1805. Eutrichopidia latinus ingår i släktet Eutrichopidia och familjen nattflyn. Inga underarter finns listade i Catalogue of Life.

## Bildgalleri

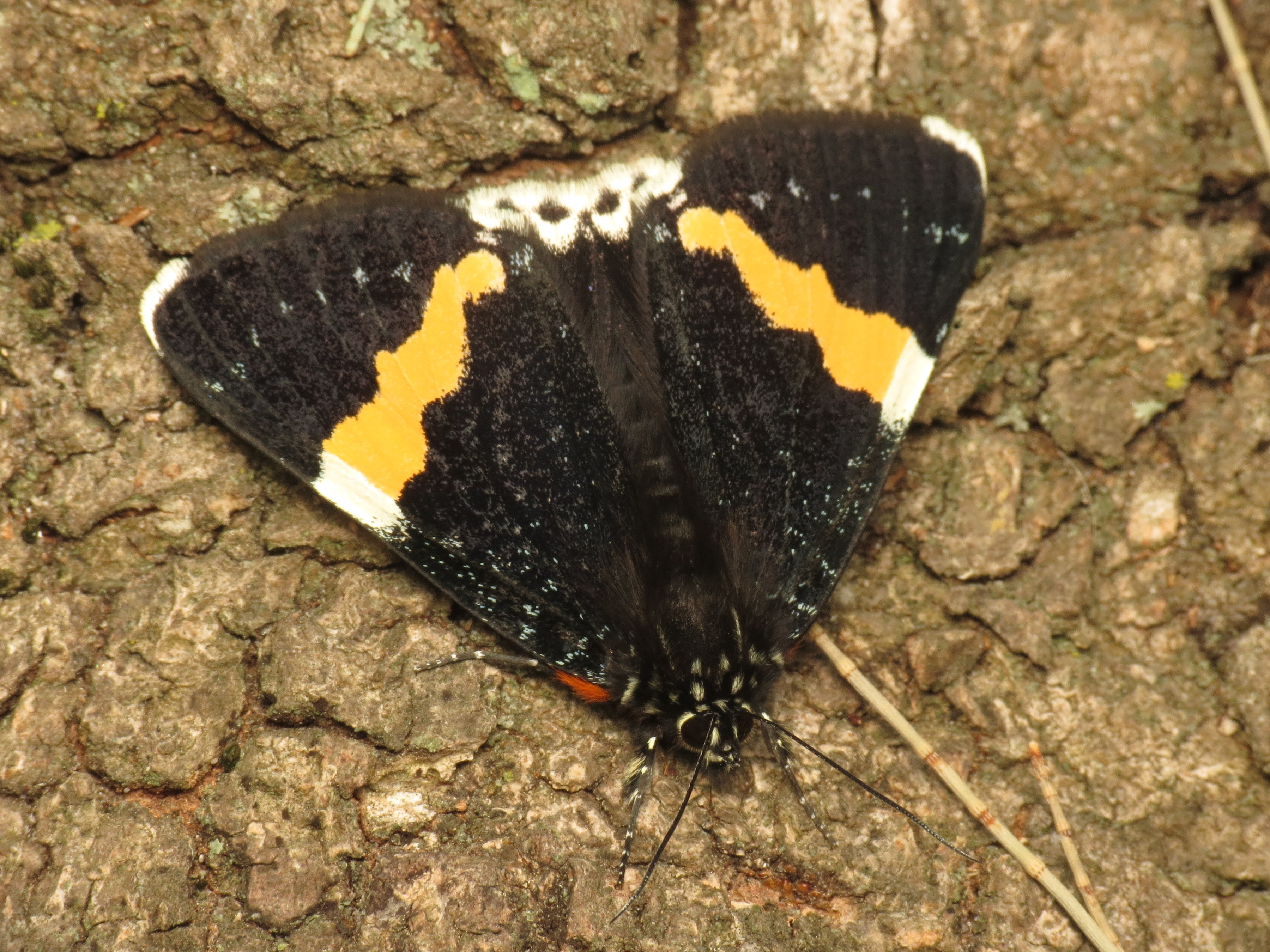
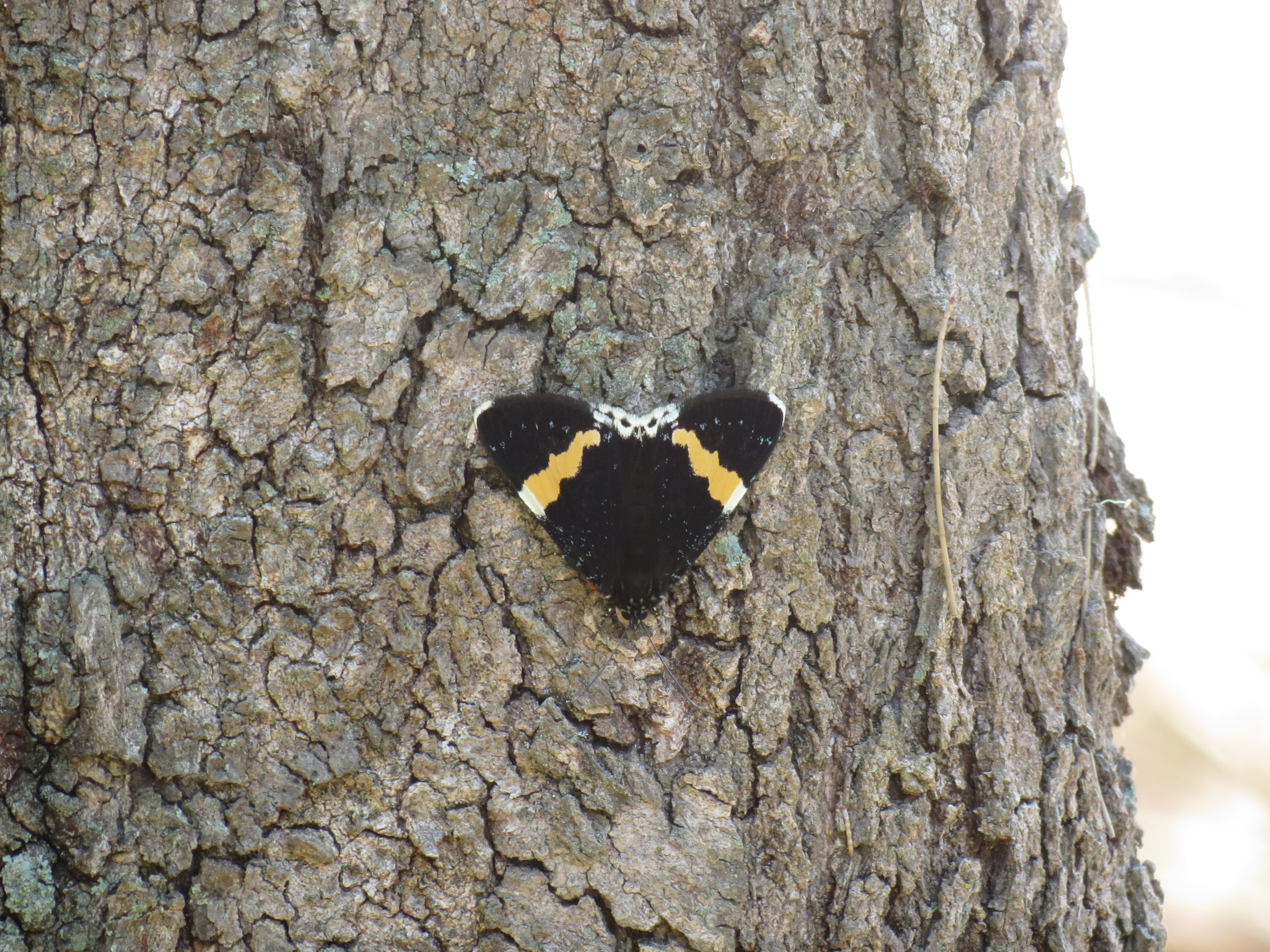
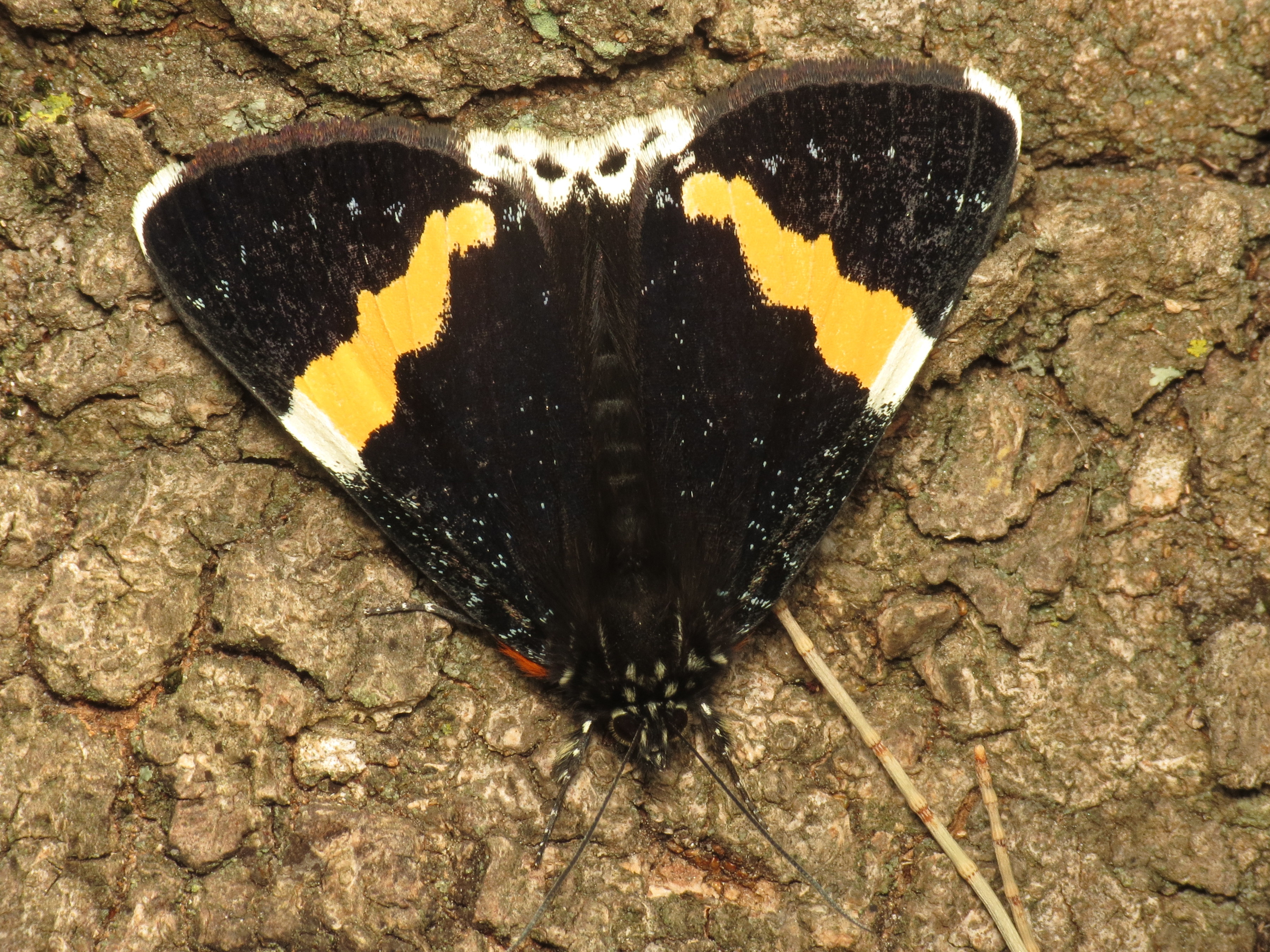